# 沙巴娜·巴克诗
沙巴娜·巴克诗（英語：Shabana Bakhsh，1981年—）是一位巴基斯坦血统的苏格兰演员。她演过一些肥皂剧，还演过校园剧Waterloo Road。
巴克诗是个敢言的演员，她批评英国广播公司不敢为少数族裔写电视。她也参加了为亚裔社区女性争权的活动。